# Кубок мира по ринк-бенди
Кубок мира по ринк-бенди — главный международный клубный турнир по ринк-бенди (мини-хоккею с мячом), проводившийся в 1984—1998 годах.

## История турнира
Кубок мира проводился ежегодно, начиная с 1984 года, в сентябре в шведском городе Хуфорсе (sv:Hofors). В самом первом розыгрыше участвовало восемь команд, на следующий год их было уже двенадцать, а в дальнейшем в турнире традиционно принимали участие шестнадцать команд, разбитых на четыре группы. После матчей группового этапа по две лучшие команды выходили в четвертьфинал и уже в играх на вылет выявляли обладателя трофея.
Кубок мира всегда проходил при явном преобладании шведских клубов, российские (тогда ещё советские) команды смогли только дважды дойти до финала турнира: в 1990 году обладателем кубка стал архангельский «Водник», обыгравший «Вестерос» со счётом 3-2, в 1991 году свердловский СКА уступил в финале 1-3 всё тому же «Вестеросу».
Сам главный трофей Кубка мира был переходящим и каждый год вручался новоиспечённому победителю. Команда, выигравшая Кубок мира три раза подряд, получала его на вечное хранение. Подобное достижение удавалось «Вестеросу» в 1993 году и «Сандвикену» в 1997.
Крест на турнире поставил августовский финансовый кризис 1998 года в России, разразившийся незадолго до Кубка мира. Российские клубы были вынуждены отказаться от выступления на турнире. Это привело к падению зрительского интереса к нему, и, следовательно, коммерческой привлекательности для спонсоров. Кубок мира 1998 года был разыгран в усечённом составе участников, и на следующий год организаторы отказались от его проведения в будущем.

## Все финалы[1]
| Год  | Победитель | Счёт | Финалист         |
| 1984 | Юсдаль     | 5:4  | Фалу             |
| 1985 | Фалу       | 6:2  | Скутшер          |
| 1986 | Ветланда   | 6:5  | Мутала           |
| 1987 | Ветланда   | 4:1  | Сандвикен        |
| 1988 | Мутала     | 5:4  | Селонгер         |
| 1989 | Сандвикен  | 3:1  | Сириус           |
| 1990 | Водник     | 3:2  | Вестерос         |
| 1991 | Вестерос   | 3:1  | СКА (Свердловск) |
| 1992 | Вестерос   | 5:3  | Сандвикен        |
| 1993 | Вестерос   | 4:1  | Сандвикен        |
| 1994 | Эдсбюн     | 6:4  | Вестерос         |
| 1995 | Сандвикен  | 10:2 | Вестерос         |
| 1996 | Сандвикен  | 9:1  | Вестерос         |
| 1997 | Сандвикен  | 4:3  | Вестерос         |
| 1998 | Сандвикен  | 4:1  | Вестерос         |